# Chung kết Cúp UEFA 2001
Trận chung kết Cúp UEFA 2001 là cuộc đối đầu giữa hai câu lạc bộ Liverpool của Anh và Alavés của Tây Ban Nha vào ngày 16 tháng 5 năm 2001 tại sân vận động Westfalenstadion ở Dortmund, Đức. Đây là trận đấu cuối cùng của Cúp UEFA, giải cúp hạng hai dành cho cấp câu lạc bộ của bóng đá châu Âu, mùa giải 2000–01. Liverpool có lần thứ ba lọt vào trận chung kết Cúp UEFA, sau các lần góp mặt vào năm 1973 và 1976. Đây là trận chung kết châu Âu đầu tiên mà họ tham dự kể từ giai đoạn bị cấm tham dự các giải đấu châu Âu sau thảm họa Heysel năm 1985. Alavés có lần đầu tiên tham dự một trận chung kết của một giải đấu cúp châu Âu.
Cả hai đội đều phải vượt qua sáu vòng loại trực tiếp, với các trận đấu diễn ra trong hai lượt trận và đã chơi 12 trận để lọt vào chung kết. Với Liverpool, các trận đấu của đội bóng này thường diễn ra trong thế trận giằng co; không có trận nào họ thắng cách biệt quá hai bàn. Trận bán kết với Barcelona, Liverpool đã giành chiến thắng với tổng tỷ số 1–0. Ngược lại, các trận đấu của Alavés có nhiều chiến thắng từ sát nút đến cách biệt với tỷ số đậm. Đội bóng đến từ Tây Ban Nha đã giành chiến thắng ở vòng 1 với Gaziantepspor với cách biệt chỉ một bàn duy nhất, trong khi họ đã đánh bại 1. FC Kaiserslautern với tổng tỷ số 9–2 ở bán kết.
Dưới sự theo dõi của 48.050 khán giả, Liverpool đã dẫn trước từ sớm, khi Markus Babbel ghi bàn mở tỷ số ở phút thứ tư, và sau đó đã nới rộng cách biệt ở phút thứ 16 với bàn thắng của Steven Gerrard. Vào giữa hiệp một, Iván Alonso đã ghi bàn giúp Alavés rút ngắn tỷ số. Vài phút trước khi hiệp một kết thúc, Liverpool đã dẫn trước 3–1 khi Gary McAllister ghi bàn từ chấm phạt đền. Khi hiệp hai bắt đầu, Javi Moreno đã nhanh chóng lập cú đúp để giúp Alavés cân bằng tỷ số 3–3. Nhưng sau đó, Liverpool lại vươn lên dẫn trước ở phút thứ 73 khi Robbie Fowler ghi bàn. Khi trận đấu chỉ còn một phút nữa là kết thúc, Alavés đã gỡ hòa nhờ công của Jordi Cruyff. Hai đội bước vào hiệp phụ, hiệp phụ thứ nhất không có bàn thắng nào được ghi; trong hiệp phụ thứ hai, khi trận đấu dần tiến về những phút cuối và chuẩn bị bước vào loạt sút luân lưu, Delfí Geli đã đánh đầu phản lưới nhà; giúp Liverpool giành chiến thắng theo luật bàn thắng vàng. Chiến thắng trong trận chung kết giúp Liverpool đã hoàn tất cú ăn ba danh hiệu gồm Cúp Liên đoàn Anh, Cúp FA và Cúp UEFA trong năm 2001, mặc dù bị mỉa mai là "cú ăn ba của chuột Mickey".

## Đường đến chung kết

### Liverpool
| Vòng đấu                                | Đối thủ         | Lượt đi | Lượt về | Tổng tỷ số |
| --------------------------------------- | --------------- | ------- | ------- | ---------- |
| Vòng 1                                  | Rapid București | 1–0 (K) | 0–0 (N) | 1–0        |
| Vòng 2                                  | Slovan Liberec  | 1–0 (N) | 3–2 (K) | 4–2        |
| Vòng 3                                  | Olympiacos      | 2–2 (K) | 2–0 (N) | 4–2        |
| Vòng 4                                  | Roma            | 2–0 (K) | 0–1 (N) | 2–1        |
| Tứ kết                                  | Porto           | 0–0 (K) | 2–0 (N) | 2–0        |
| Bán kết                                 | Barcelona       | 0–0 (K) | 1–0 (N) | 1–0        |
| Ghi chú: (N) = Sân nhà; (K) = Sân khách |                 |         |         |            |

Liverpool giành vé tham dự Cúp UEFA Cup khi xếp thứ tư tại Giải bóng đá Ngoại hạng Anh 1999–2000. Đối thủ của họ ở vòng đầu tiên là Rapid București của Romania. Trận lượt đi được tổ chức ở sân nhà của Rapid là Stadionul Giuleşti-Valentin Stănescu, Nick Barmby đã ghi bàn ở phút 28 mang về chiến thắng 1–0 cho Liverpool. Trận lượt về tại sân Anfield của Liverpool, kết thúc với tỷ số 0–0, do đó Liverpool đã giành chiến thắng với tổng tỷ số 1–0 để tiến vào vòng hai. Liverpool đối đầu với Slovan Liberec của Cộng hòa Séc ở vòng này, lượt đi tại Anfield tưởng như hai đội hòa 0–0, thì đến phút thứ 87, Emile Heskey ghi bàn giúp Liverpool giành chiến thắng 1–0. Trận lượt về được tổ chức tại sân nhà của Liberec, Stadion u Nisy. Liberec vươn lên dẫn trước trong hiệp một để cân bằng tổng tỷ số 1–1; và sau đó vào giữa hiệp một, Liverpool gỡ hòa cũng như nâng tổng tỷ số lên 2–1 nghiêng về Liverpool. Hai bàn thắng nữa trong hiệp hai của Barmby và Michael Owen, trước khi Liberec ghi bàn thắng muộn, giúp Liverpool thắng trận với tỷ số 3–2 để tiến vào vòng ba với chiến thắng chung cuộc 4–2 sau 2 lượt trận.
Olympiacos của Hy Lạp là đối thủ của Liverpool ở vòng ba. Trận lượt đi được tổ chức tại sân nhà của Olympiacos, Sân vận động Karaiskakis. Liverpool vượt lên dẫn trước 2–1 nhờ các bàn thắng của Barmby và Steven Gerrard, nhưng Olympiacos gỡ hòa vào phút cuối để có được trận hòa 2–2. Trận lượt về tại Anfield, Liverpool đã giành chiến thắng 2–0, được ghi bởi Barmby và Heskey trong mỗi hiệp đấu. Liverpool thắng trận chung cuộc với tổng tỷ số 4–2 để tiến vào vòng bốn.
Đối thủ của Liverpool ở vòng 4 là đội bóng đến từ Ý, AS Roma. Trận lượt đi được tổ chức tại sân nhà của Roma là Sân vận động Olimpico, nơi Liverpool đã đoạt Cúp C1 hai lần vào năm 1977 và 1984; trong đó Roma là bại tướng của Liverpool trong trận Chung kết Cúp C1 châu Âu 1984. Liverpool một lần nữa giành chiến thắng tại Stadio Olimpico, bằng hai bàn thắng của Owen trong hiệp hai để kết thúc trận đấu với tỷ số 2–0. Trận lượt về tại Anfield diễn ra rất căng thẳng. Roma ghi bàn ở phút thứ 70 để vươn lên dẫn trước và cần ghi thêm một bàn nữa để đưa trận đấu vào hiệp phụ. Đội bóng Italia có vẻ như đã có cơ hội để làm được điều đó khi trọng tài thổi phạt đền vào cuối trận sau khi ông cho rằng Markus Babbel đã để bóng chạm tay. Một lúc sau, ông đã đảo ngược quyết định của mình và thay vào đó là chỉ cho Roma hưởng một quả phạt góc. Roma đã không thể ghi thêm bàn thắng để lật ngược thế cờ và Liverpool đã tiến vào tứ kết khi thắng chung cuộc với tổng tỷ số 2–1.
Porto, đội bóng từ Bồ Đào Nha, là đối thủ của Liverpool ở vòng tứ kết. Trận lượt đi tại Bồ Đào Nha kết thúc với tỷ số 0–0. Liverpool thắng trận lượt về tại Anfield với tỷ số 2–0, Danny Murphy và Owen ghi bàn trong hiệp một, và chung cuộc Liverpool thắng với tổng tỷ số 2–0 để tiến vào bán kết. Liverpool được bốc thăm đối đầu với đội bóng Tây Ban Nha Barcelona ở bán kết. Liverpool đã phòng ngự kiên cường trong trận lượt đi tại sân Camp Nou của Barcelona để có kết quả hòa 0–0. Houllier bảo vệ cho chiến thuật mà mình áp dụng cho đội ở trận đấu này, ông tuyên bố: "Nếu tôi ra sân, tấn công và thua ba bàn, bạn sẽ gọi tôi là ngây thơ. Ngây thơ để làm gì? Đó sẽ là sự phản bội đối với người hâm mộ của chúng tôi." Trận lượt về tại Anfield cũng diễn ra với thế trận cân bằng, cho đến phút thứ 44 khi Liverpool được hưởng quả phạt đền. Gary McAllister ghi bàn thắng trên chấm phạt đền để đưa Liverpool vượt lên dẫn trước 1–0; và thời điểm này một bàn thắng của Barcelona sẽ giúp đội bóng đến từ Tây Ban Nha đi tiếp nhờ luật bàn thắng sân khách. Liverpool đã nỗ lực trong 90 phút để bảo toàn mảnh lưới, qua đó tiến vào trận chung kết cúp châu Âu lần đầu tiên kể từ khi các đội bóng của Anh bị cấm tham dự cúp châu Âu sau thảm họa Heysel trong trận chung kết Cúp C1 châu Âu 1985.

### Alavés
| Vòng đấu                                 | Đối thủ              | Lượt đi | Lượt về | Tổng tỷ số |
| ---------------------------------------- | -------------------- | ------- | ------- | ---------- |
| Vòng 1                                   | Gaziantepspor        | 0–0 (N) | 4–3 (K) | 4–3        |
| Vòng 2                                   | Lillestrøm           | 3–1 (K) | 2–2 (N) | 5–3        |
| Vòng 3                                   | Rosenborg            | 1–1 (K) | 3–1 (N) | 4–2        |
| Vòng 4                                   | Inter Milan          | 3–3 (N) | 2–0 (K) | 5–3        |
| Tứ kết                                   | Rayo Vallecano       | 3–0 (N) | 1–2 (K) | 4–2        |
| Bán kết                                  | 1. FC Kaiserslautern | 5–1 (N) | 4–1 (K) | 9–2        |
| Ghi chú: (N) = Sân nhà; (K) = Sân khách. |                      |         |         |            |

Alavés giành suất tham dự Cúp UEFA khi kết thúc La Liga mùa giải 1999–2000 ở vị trí thứ sáu. Câu lạc bộ được bốc thăm chạm trán đội bóng Thổ Nhĩ Kỳ Gaziantepspor ở vòng đầu tiên. Trận lượt đi tại sân nhà của Alavés, Estadio Mendizorroza đã kết thúc mà không có bàn thắng nào được ghi. Trong trận lượt về, bảy bàn thắng đã được hai đội ghi được, và Alavés đã giành chiến thắng với tỷ số 4–3 để tiến vào vòng hai. Đối thủ của Alavés ở vòng hai là Lillestrøm, đội bóng đến từ Na Uy. Trận lượt đi diễn ra tại sân nhà của Lillestrøm, Åråsen Stadion. Alavés đã giành chiến thắng 3–1 với các bàn thắng của Ibon Begoña, Óscar Téllez và Cosmin Contra. Trận lượt về tại Tây Ban Nha kết thúc với tỷ số hòa 2–2, kết quả giúp Alavés giành chiến thắng chung cuộc với tổng tỷ số 5–3 để tiến vào vòng ba. Ở vòng đấu này, Alavés phải chạm trán một đội bóng Na Uy khác, Rosenborg. Trận lượt đi tại Tây Ban Nha kết thúc với tỷ số hòa 1–1. Trận lượt về được tổ chức tại sân vận động Lerkendal Stadion của Rosenborg. Alavés đã dẫn trước từ sớm khi cầu thủ Rosenborg, Bent Inge Johnsen, đã đá phản lưới nhà. Alavés ghi thêm hai bàn nữa trong hiệp hai và Rosenborg ghi một bàn danh dự. Alavés thắng trận 3–1 để tiến vào vòng bốn, với tổng tỷ số chung cuộc 4–2 nghiêng về đại diện Tây Ban Nha.
Đối thủ ở vòng bốn là đại diện đến từ Ý, Inter Milan, đội đã có ba lần vô địch Cúp UEFA trong quá khứ, tính đến thời điểm đó. Trận lượt đi tại Tây Ban Nha chứng kiến Internazionale dẫn trước 3–1 vào giữa hiệp hai sau khi Álvaro Recoba lập cú đúp bàn thắng và Christian Vieri ghi một bàn. Alavés đã nỗ lực và gỡ hòa ở phút thứ 73, bằng các bàn thắng của Óscar Téllez và Iván Alonso; và 3–3 là kết quả chung cuộc của trận lượt đi. Trận lượt về tại sân nhà Giuseppe Meazza của Internazionale, tưởng như sẽ kết thúc với kết quả hòa 0–0 thì đến phút thứ 78, Jordi Cruyff ghi bàn mở tỷ số cho Alavés. Sau đó, Ivan Tomić ghi bàn thứ hai ấn định chiến thắng 2–0 cho Alavés. Đại diện Tây Ban Nha thắng chung cuộc với tổng tỷ số 5–3 trước Inter để tiến vào tứ kết.
Đội bóng cùng quốc gia với Alavés, Rayo Vallecano, là đối thủ ở tứ kết. Alavés đã giành chiến thắng 3–0 ở lượt đi trên sân nhà. Trong trận lượt về khi Alavés phải làm khách ở Estadio Teresa Rivero, đội chủ nhà Rayo đã dẫn trước 2–0, tuy nhiên bàn thắng muộn của Cruyff đã ấn định tổng tỷ số 4–2 sau hai lượt trận nghiêng về Alavés và giúp đội bóng này vào bán kết. Đối thủ của họ ở bán kết là đội bóng đến từ Đức, 1. FC Kaiserslautern, trận lượt đi tại Tây Ban Nha đã chứng kiến bốn quả phạt đền được trao. Ba bàn thắng đã được các cầu thủ Alavés ghi, trong khi Kaiserslautern có được một bàn; ngoài ra đội bóng Tây Ban Nha đã ghi thêm hai bàn thắng để kết thúc trận đấu với chiến thắng cách biệt 5–1. Trong trận lượt về, Kaiserslautern cần ghi bốn bàn thắng để có thể tiến vào chung kết, nhưng điều ngược lại đã diễn ra khi chính Alavés mới là đội ghi được bốn bàn, trong khi Kaiserslautern chỉ có một bàn danh dự, Alavés đã giành chiến thắng với tỷ số 4–1, và tổng tỷ số sau hai lượt trận là 9–2, giúp đại diện Tây Ban Nha này lần đầu tiên tiến vào trận chung kết của một giải đấu cúp châu Âu.

## Trận đấu

### Trước trận
Liverpool đã giành được hai danh hiệu trong mùa giải 2000–01 trước khi diễn ra trận chung kết. Danh hiệu đầu tiên của Liverpool là Cúp Liên đoàn, họ đã giành được vào tháng 2 sau khi đánh bại Birmingham City 5–4 trong loạt sút luân lưu ở trận chung kết khi kết quả thời gian thi đấu chính thức là 1–1. Danh hiệu thứ hai là Cúp FA, Liverpoool đã giành được bốn ngày trước, khi đánh bại Arsenal 2–1 trong trận chung kết. Họ bước vào trận đấu với cơ hội giành cú ăn ba.  Trận chung kết được tổ chức tại sân vận động Westfalenstadion ở Dortmund, Đức.
Liverpool có lần thứ ba lọt tới trận chung kết Cúp UEFA, cả hai lần góp mặt trước đó trong các trận chung kết năm 1973 và 1976 đều mang về những chức vô địch dành cho đội bóng này. Họ có cũng lần đầu tiên xuất hiện trong trận chung kết của một giải đấu cúp châu Âu kể từ lệnh cấm tham dự các giải đấu châu Âu đối với các câu lạc bộ Anh sau thảm họa Heysel. Trong khi đó, Alavés có lần đầu tiên tham dự một trận chung kết châu Âu, ngay trong mùa giải đầu tiên mà họ tham dự. Alavés vốn là một đội ở hạng bán chuyên nghiệp ở thời điểm sáu năm trước đó. Vì đây là mùa giải đầu tiên của Alavés ở đấu trường châu Âu, đội bóng này đã đặt may một chiếc áo đấu đặc biệt với màu hồng và in tên của tất cả các 'socios' (thành viên) đội bóng, đánh dấu kỷ niệm về lần tham dự cúp châu Âu của họ.
Huấn luyện viên của Liverpool, Gérard Houllier, đã cảnh giác với những mối đe dọa tiềm ẩn của đối thủ Alavés, mặc dù đại diện Tây Ban Nha được cho là thiếu kinh nghiệm ở các giải đấu châu Âu. Ông tuyên bố: "Tôi đã nghe nói rằng Alavés chỉ góp mặt cho đủ số lượng ở giải đấu, và thực tế có người cho rằng đây là trận đấu dễ nhất mà chúng tôi có được", Houllier nói. "Tuy nhiên hoàn toàn không phải vậy. Chúng tôi sẽ không mắc sai lầm. Nếu họ vào chung kết, điều đó cho thấy họ phải là một đội bóng mạnh, nhưng không giống như một số người, chúng tôi hy vọng họ sẽ lọt vào chung kết. Chúng tôi rất tôn trọng những gì mà các tuyển trạch viên của đội bóng chia sẻ". Mặc dù mới có lần đầu tiên thi đấu ở một trận chung kết cúp châu Âu, Alavés vẫn rất tự tin. Tiền đạo Jordi Cruyff tin rằng, việc bị đánh giá thấp là một lợi thế đối với họ: "Chúng tôi chưa từng được đánh giá cao hơn ở bất kỳ vòng đấu nào cho đến thời điểm này, điều đó có nghĩa là đối thủ của chúng tôi cảm thấy rằng họ thực sự phải cố gắng và tấn công về phía đội bóng chúng tôi nhiều nhất có thể. Điều đó cho đội bóng chúng tôi cơ hội để phản công và chúng tôi thoải mái với phong cách đó. Nhưng đội bóng cũng có một số cầu thủ thực sự giỏi. Đã đi đến trận đấu này, vấn đề không phải là sự tự tin; mà là phải thực tế. Tôi có cảm giác tích cực về trận đấu". Đội trưởng Alavés, Antonio Karmona lại cho biết anh muốn đối đầu với Liverpool ở một vài thời điểm trong giải đấu: "Điều buồn cười là khi đội bóng đã trải qua các vòng đấu ở UEFA Cup,  mỗi lần vượt qua một vòng đấu, chúng tôi trở lại phòng thay đồ với hy vọng được bốc thăm gặp Liverpool ở vòng tiếp theo. Đây là trận đấu mà chúng tôi mong chờ trong suốt mùa giải".

### Hiệp một
Liverpool đã giành phần thắng trong trò tung đồng xu và giao bóng trước. Khi trận đấu chỉ vừa trôi qua được khoảng ba phút, Liverpool đã ghi bàn mở tỷ số. Babbel đánh đầu ghi bàn từ quả đá phạt của McAllister để đưa Liverpool vượt lên dẫn trước 1–0. Đội bóng Anh tưởng như đã có thể gia tăng cách biệt chỉ vài phút sau đó khi Heskey đưa bóng hướng đến khung thành từ đường chuyền của McAllister, nhưng thủ môn Martín Herrera của Alavés đã phá bóng bằng chân. Hai phút sau, Astudillo nhận thẻ vàng vì phạm lỗi với Heskey. Cầu thủ McAllister của Liverpool cũng nhận thẻ vàng sau khi anh ta dằn mặt cầu thủ của Alavés sau pha vào bóng của người này. Cơ hội ghi bàn đầu tiên của Alavés đến ở phút thứ 12. Họ được hưởng một quả đá phạt ở rìa vòng cấm địa của Liverpool sau một pha vào bóng của Stéphane Henchoz. Oscar Téllez tung cú sút với quỹ đạo cong về phía khung thành Liverpool, nhưng thủ môn Sander Westerveld của Liverpool đã đẩy bóng ra ngoài. Ba phút sau, Owen nhận bóng từ Dietmar Hamann và sau đó có đường chuyền chéo cho Steven Gerrard, cú sút của anh đã đánh bại thủ môn Herrera của Alavés để giúp Liverpool nhân đôi cách biệt lên 2–0.
Vài phút sau, Alavés thực hiện sự thay đổi người đầu tiên của trận đấu khi Alonso vào thay hậu vệ Eggen. Sự thay đổi này đã nhanh chóng phát huy hiệu quả khi bốn phút sau, Alavés ghi bàn. Hậu vệ cánh phải Contra đưa bóng vào vòng cấm từ phía cánh phải và Alonso bật cao hơn Babbel, đánh đầu đưa bóng vào lưới rút ngắn tỷ số xuống còn 1–2.  Ngay sau đó, Alavés đã có cơ hội cân bằng tỷ số khi Contra đưa bóng vào khu vực cấm địa, nhưng Henchoz đã cản phá trước khi một cầu thủ Alavés có thể chạm được vào bóng. Vào phút thứ 35, Alavés một lần nữa có cơ hội gỡ hòa, sau pha đánh đầu của Alonso cho Moreno, người đã vượt qua Henchoz, nhưng cú sút của Moreno, sau hai bước đỡ, đã bị Westerveld cản phá. Bóng lại đến chân của Tomić, nhưng Westerveld một lần nữa cản phá được cú sút của cầu thủ này. Năm phút sau, Liverpool được hưởng quả phạt đền. Owen đã di chuyển vào vòng cấm sau khi vượt qua hàng phòng ngự của Alavés, và đã bị Herrera kéo ngã, cầu thủ sau đó đã bị phạt thẻ vàng vì pha phạm lỗi. McAllister thực hiện thành công quả phạt đền và đưa Liverpool dẫn trước 3–1, đây cũng là kết quả sau hiệp đấu thứ nhất.

### Hiệp hai

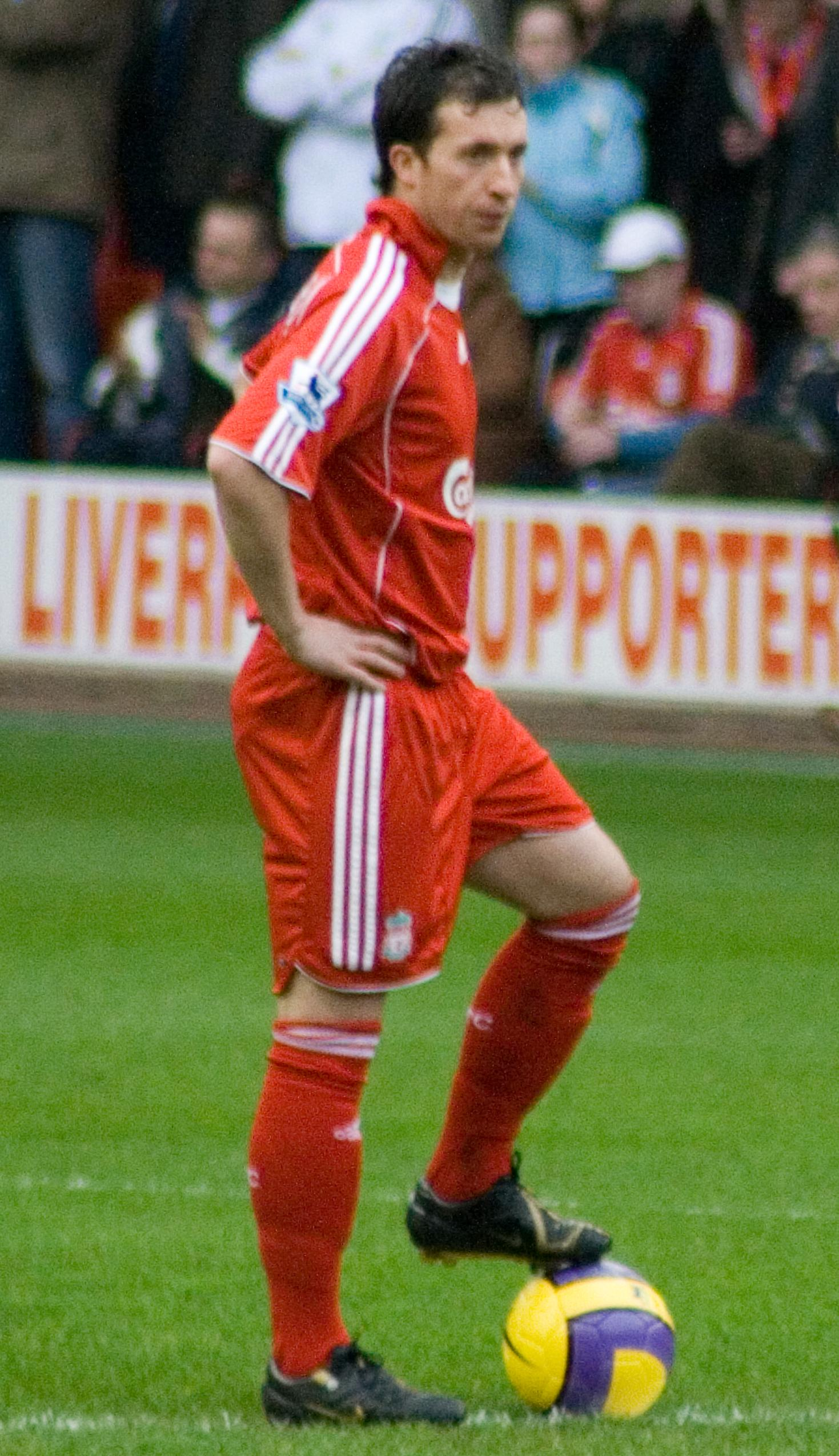
Robbie Fowler, người ghi bàn thắng thứ tư cho Liverpool

Khác với hiệp một, Alavés là đội bóng có khởi đầu hiệp hai tốt hơn. Contra tạt bóng từ cánh phải vào vòng cấm, Moreno đón được, anh đánh đầu đánh bại Westerveld để rút ngắn tỷ số xuống 2–3. Bốn phút sau, Alavés đã gỡ hòa. Họ được hưởng một quả đá phạt cách khung thành 25 yd (23 m) và cú sút của Moreno đã đưa trái bóng bay qua hàng rào của Liverpool và đi thẳng vào lưới Westerveld. Liverpool ngay lập tức đã có sự điều chỉnh, khi thay Henchoz bằng Vladimír Šmicer. Gerrard lúc này được trám vào vị trí hậu vệ phải do sự thay đổi này. Ba phút sau, Owen bị hậu vệ Karmona phạm lỗi, hậu vệ Alavés này sau đó đã nhận thẻ vàng. Liverpool được hưởng một quả đá phạt, McAllister đưa bóng đi trúng hàng rào của Alavés. Vào phút thứ 64, cả hai bên đều đã đưa ra những sự thay đổi người. Liverpool thay Heskey bằng Robbie Fowler, trong khi Alavés lại thay một trong những cầu thủ ghi bàn của họ, Moreno, bằng Pablo.
Tám phút sau, McAllister chuyền bóng cho Fowler, cầu thủ vào sân thay người này di chuyển vào trung lộ từ phía cánh trái và tung cú sút vào góc lưới Alavés đưa Liverpool vượt lên dẫn trước 4–3 khi trận đấu còn 18 phút. Hai phút sau, Liverpool thay Owen bằng Patrik Berger. Vào phút thứ 82, Alavés đã đòi một quả phạt đền sau một pha vào bóng của Hamann khiến Magno ngã trong vòng cấm của Liverpool, nhưng cầu thủ người Brazil sau đó đã bị phạt thẻ vàng vì lỗi ăn vạ. Khi thời gian thi đấu chính thức chỉ còn khoảng hai phút nữa, thủ môn Westerveld của Liverpool đã mắc lỗi sau tình huống phạt góc của Alavés, tạo điều kiện Cruyff đã đánh đầu vào lưới gỡ hòa 4–4. Trong 2 phút bù giờ, Contra đã ngã trong vòng cấm Liverpool sau những tác động của Gerrard, nhưng trọng tài một lần nữa cho rằng không có quả phạt đền nào. Sau đó, trọng tài thổi còi kết thúc 90 phút thi đấu với tỷ số hòa 4–4 buộc hai đội phải bước vào hiệp phụ.

### Hiệp phụ
Luật bàn thắng vàng được áp dụng trong thời gian hiệp phụ, có nghĩa là đội nào ghi được bàn trước thì sẽ giành chiến thắng chung cuộc. Liverpool giao bóng trong hiệp phụ đầu tiên và chỉ sau ba phút, Alonso đã đưa bóng vào lưới Liverpool, nhưng bị thổi phạt lỗi việt vị. Một phút sau, Téllez bị phạt thẻ vàng vì phạm lỗi với Fowler. Bốn phút sau, Alavés chỉ còn chơi với 10 người, sau khi Magno phải nhận thẻ vàng thứ hai vì vào bóng bằng cả hai chân với Babbel. Khi hiệp phụ đầu tiên chỉ còn một phút, Fowler tưởng rằng anh đã ghi bàn thắng quyết định nhưng nó không được công nhận vì Fowler đã rơi vào thế việt vị.
Alavés giao bóng trong hiệp hai và chỉ vài giây sau, Babbel đã bị phạt thẻ vàng vì phạm lỗi với hậu vệ Geli của Alavés ở một điểm cách khung thành 30 yd (27 m). Quả đá phạt trực tiếp của Hermes Desio đưa bóng đi ra ngoài sau đó.  Ba phút sau, Liverpool có cơ hội ghi bàn, nhưng Fowler không thể đón được đường chuyền của Gerrard và bóng sau đó đã bị phá ra khỏi vòng cấm của Alavés. Vào phút thứ 115 của trận đấu, Alavés chỉ còn thi đấu với chín người khi Karmona nhận thẻ vàng thứ hai sau pha phạm lỗi với Šmicer. McAllister thực hiện quả đá phạt sau đó, và Geli đã đánh đầu phản lưới nhà. Nhờ bàn thắng vàng này, Liverpool đã giành chiến thắng chung cuộc với tỷ số 5–4 để lần thứ ba giành Cúp UEFA và hoàn tất cú ăn ba trong mùa giải 2000–01.

### Kết quả chung cuộc
| Liverpool                                                                              | 5–4 (s.h.p./b.t.v.) | Alavés                                      |
| -------------------------------------------------------------------------------------- | ------------------- | ------------------------------------------- |
| - Babbel 3' - Gerrard 16' - McAllister 40' (ph.đ.) - Fowler 72' - Geli 116' (lưới nhà) | Chi tiết            | - Alonso 26' - Moreno 47', 49' - Cruyff 88' |

| Liverpool | Alavés |

| TM               | 1  | Sander Westerveld  |      |     |
| HV               | 6  | Markus Babbel      | 106' |     |
| HV               | 2  | Stéphane Henchoz   |      | 55' |
| HV               | 12 | Sami Hyypiä (đ.t.) |      |     |
| HV               | 23 | Jamie Carragher    |      |     |
| TV               | 17 | Steven Gerrard     |      |     |
| TV               | 16 | Dietmar Hamann     |      |     |
| TV               | 21 | Gary McAllister    | 11'  |     |
| TV               | 13 | Danny Murphy       |      |     |
| TĐ               | 10 | Michael Owen       |      | 78' |
| TĐ               | 8  | Emile Heskey       |      | 64' |
| Dự bị:           |    |                    |      |     |
| TM               | 19 | Pegguy Arphexad    |      |     |
| HV               | 27 | Grégory Vignal     |      |     |
| HV               | 29 | Stephen Wright     |      |     |
| TV               | 7  | Vladimír Šmicer    |      | 55' |
| TV               | 15 | Patrik Berger      |      | 78' |
| TV               | 20 | Nick Barmby        |      |     |
| TĐ               | 9  | Robbie Fowler      |      | 64' |
| Huấn luyện viên: |    |                    |      |     |
| Gérard Houllier  |    |                    |      |     |

| TM               | 1  | Martín Herrera         | 40'      |     |
| HV               | 4  | Dan Eggen              |          | 22' |
| HV               | 5  | Antonio Karmona (đ.t.) | 58' 116' |     |
| HV               | 6  | Óscar Téllez           | 95'      |     |
| HV               | 2  | Cosmin Contra          | 49'      |     |
| HV               | 7  | Delfí Geli             |          |     |
| TV               | 15 | Ivan Tomić             |          |     |
| TV               | 16 | Hermes Desio           |          |     |
| TV               | 18 | Martín Astudillo       | 11'      | 46' |
| TV               | 14 | Jordi Cruyff           |          |     |
| TĐ               | 9  | Javi Moreno            |          | 64' |
| Dự bị:           |    |                        |          |     |
| TM               | 25 | Kike                   |          |     |
| HV               | 3  | Ibon Begoña            |          |     |
| HV               | 17 | Raúl Gañán             |          |     |
| TV               | 20 | Jorge Azkoitia         |          |     |
| TV               | 10 | Pablo                  |          | 64' |
| TĐ               | 11 | Magno                  | 82' 98'  | 46' |
| TĐ               | 19 | Iván Alonso            |          | 22' |
| Huấn luyện viên: |    |                        |          |     |
| Mané             |    |                        |          |     |

| Cầu thủ xuất sắc nhất trận Gary McAllister (Liverpool) Trợ lý trọng tài Serge Vallin (Pháp) Vincent Texier (Pháp) Trọng tài thứ tư Alain Sars (Pháp) | Luật thi đấu - 90 phút thi đấu chính thức - 30 hiệp phụ hoặc bàn thắng vàng (nếu cần thiết) - Hai đội đá luân lưu nếu tỷ số hòa sau cả hiệp chính và hiệp phụ - 7 cầu thủ trên ghế dự bị, nhưng chỉ có 3 quyền thay người |

## Sau trận đấu
Chức vô địch của Liverpool là lần thứ ba họ giành danh hiệu UEFA Cup, cân bằng kỷ lục với Internazionale và Juventus là những đội có nhiều lần vô địch nhất, ở thời điểm năm 2001. Chức vô địch cũng giúp Liverpool hoàn thành cú ăn ba chức vô địch các đấu trường cúp, vì họ đã vô địch Cúp Liên đoàn và Cúp FA trước đó. Tuy nhiên, nhiều người đã mỉa mai cú ăn ba này là "cú ăn ba của chuột Mickey", ám chỉ đây là ba danh hiệu không lớn.
Trận đấu được đánh giá là một trong những trận chung kết hấp dẫn nhất của bóng đá hiện đại, và chuyên gia bình luận của BBC Sport, Alan Hansen, đã gọi đây là "trận chung kết hay nhất từ trước đến nay".  Huấn luyện viên trưởng của Liverpool, ông Gérard Houllier đã ca ngợi các cầu thủ của mình sau trận đấu: "Khi bạn thi đấu trong trận chung kết châu Âu, bạn đang tìm kiếm sự công nhận danh hiệu. Mọi người nhớ những cầu thủ đã thi đấu và khi bạn xem những gì xảy ra trong trận chung kết, bạn chỉ nhớ đến những điểm nhấn của trận đấu. Những cầu thủ đã tạo ra một trận đấu có thể được nhớ đến trong thời gian dài – và điều đó cũng nhờ Alavés". Houllier đã đáp trả những lời chỉ trích Liverpool có phong cách "nhàm chán" trước trận đấu: "Có thể chúng tôi là đội nhàm chán – như tôi vẫn đọc – nhưng tôi sẽ chấp nhận điều đó. Chúng tôi hẳn đã ghi được 122 trong số 123 bàn thắng của mình từ các pha phản công, nhưng tất cả những gì tôi biết là tổng số bàn thắng của chúng tôi ở mùa giải này cao thứ ba trong lịch sử câu lạc bộ Liverpool".
Màn trình diễn của McAllister nhận được nhiều bình luận tích cực sau trận đấu. Bình luận viên của BBC Sport, Trevor Brooking, đã nhận xét: "Gary McAllister thật xuất sắc". Alan Hansen cũng đã khen ngợi màn trình diễn của McAllister: "Gary McAllister thật xuất sắc. Ở tuổi 36, cậu ấy vẫn như vậy, tiếp tục thực hiện những cú đá phạt và ghi bàn khi đội nhà cần, thật tuyệt vời. Cậu ấy hoàn toàn xứng đáng với giải cầu thủ xuất sắc nhất trận đấu". McAllister thì lạc quan về tương lai của Liverpool: "Đây là một trận đấu tuyệt vời với tất cả những cầu thủ trẻ của đội bóng khi thi đấu ở giai đoạn đầu sự nghiệp của họ, hy vọng họ sẽ không ngừng phấn đấu và đưa Liverpool trở lại giai đoạn vĩ đại".
Huấn luyện viên của Alavés, Mané đã khen ngợi các cầu thủ của mình mặc dù họ bại trận: "Thành phố Dortmund đã diễn ra một trận chung kết rất hay và có lẽ đây là đội bóng nhỏ nhất giải đấu đã làm nên điều tuyệt vời". Esnal ca ngợi các cầu thủ của mình vì những nỗ lực thi đấu đến cùng, đặc biệt là việc trong trận đấu họ đã gỡ hòa hai lần: "Chúng tôi đã thi đấu với sự tự hào và đẳng cấp vốn có để gỡ hòa 4–4 vào cuối thời gian thi đấu chính thức, tuy nhiên, kết quả sau cùng lại là việc chúng tôi thua cuộc khi bước vào hiệp phụ. Nhưng chúng tôi vẫn là đội bóng như hai giờ trước khi trận đấu diễn ra. Một bên phải thua trận chung kết, cũng như phải có một bên chiến thắng".
Mặc dù thành công, Liverpool đã không ăn mừng ngay sau trận đấu, vì họ có một trận đấu quan trọng tại Premier League vào thứ 7 ngay sau trận chung kết. Trận đấu với Charlton Athletic là trận đấu phải thắng đối với Liverpool bởi họ cần phải kết thúc ở vị trí thứ ba chung cuộc nhằm giành được suất cuối cùng tham dự UEFA Champions League. Liverpool đã giành chiến thắng 4–0, qua đó giành vé tham dự UEFA Champions League 2001–02. Chiến thắng tại Cúp UEFA giúp Liverpool có cơ hội tham dự Siêu cúp Châu Âu 2001 với nhà vô địch Champions League Bayern München. Liverpool đã giành chiến thắng với tỷ số 3–2 để lần thứ hai giành Siêu cúp Châu Âu. Sau trận chung kết, Alavés còn bốn trận đấu nữa để kết thúc La Liga 2000–01, nhưng toàn thua và kết thúc mùa giải ở vị trí thứ 10, không đủ điều kiện dự cúp Châu Âu mùa bóng kế tiếp.